# Normorfina
Normorfina – organiczny związek chemiczny, syntetyczny lek opioidowy objęty Jednolitą konwencją o środkach odurzających z 1961 roku (wykaz I). W Polsce jest w grupie I-N Ustawy o przeciwdziałaniu narkomanii.